# 騎龍鄉 (鄰水縣)
騎龍鄉，是四川省鄰水縣下轄的一個鄉級行政單位。

## 沿革[1]
- 1954年6月13日，第六區(九龍區)公所從人和鄉划出3個村．增建騎龍鄉人民政府。1955年10月16日，騎龍鄉併入人和鄉，騎龍鄉人民政府撤銷。